# 太子上太田ジャンクション
太子上太田ジャンクション（たいしかみおおだジャンクション）とは、兵庫県揖保郡太子町にあるジャンクションである。太子竜野バイパス本線と支線の接続点である。
姫路西バイパス接続点の上太田ランプとは非常に近接していて、別方向からの合流後にすぐ分岐する。2000年の太子竜野バイパス無料開放までは当地に「太子料金所」が設置されていた。

## 接続道路
- 太子竜野バイパス　(国道2号・国道29号)